# Sephena fusconigra
Sephena fusconigra är en insektsart som först beskrevs av Melichar 1902.  Sephena fusconigra ingår i släktet Sephena och familjen Flatidae. Inga underarter finns listade i Catalogue of Life.